# École supérieure de chimie, physique, électronique de Lyon
École supérieure de chimie, physique, électronique de Lyon (CPE Lyon) – francuska politechnika w Villeurbanne, niedaleko Lyon, zaliczająca się do Grandes écoles.
Uczelnia została założona w 1883 jako École supérieure de chimie industrielle de Lyon.

## Słynni absolwenci
- Bruno Bonnell, francuski przedsiębiorca
- Yves Chauvin, francuski chemik[3]